# Johannes Messenius
Johannes Messenius (født 1. juli 1579, død 8. november 1636) var en svensk historiker, dramatiker og universitetslærer. Han var far til Arnold Johan Messenius og farfar til Arnold Messenius.
Messenius nød sin første undervisning i Vadstena 1589—91, hvor hans anlæg vakte en sådan opmærksomhed, at en præst tog sig af ham og 1595 uden forældrenes vidende sendte ham til Jesuiterskolen i Braunsberg, hvis virksomhed var beregnet på at opdrage unge mænd til at føre Norden tilbage til Katolicismien. Efter der at have tilbragt 7 år begav M. sig på rejser. Han besøgte i 1602 Danmark, 1603 Krakau og 1604 Rom, men måtte for klimaets skyld rejse tilbage til Tyskland og blev 1605 magister i filosofi i Ingolstadt. S. A. udnævntes han i Prag af Kejser Rudolf til poëta cæsareus (kejserlig digter). Derfra vendte han 1606 tilbage til Braunsberg og slog sig senere ned i Danzig, hvor han åbnede en meget anset privat skole. M. længtes imidlertid stadig tilbage til fædrelandet, og for at stemme den mod jesuitter og katolikker særdeles mistroiske Karl IX gunstigt udgav han 1608 et Schema familiare over dennes herkomst og slægtskab med en mængde gl. regenthuse samt sendte tillige sin hustru til Stockholm for at udvirke et lejdebrev for ham. I 1608 fik han atter Sverige at se, tildeltes efter aflagt troskabsed en årlig indtægt og fik i 1609 af kongen det hverv sammen med den til Sverige ankomne reformerte skotte John Forbes at drøfte tanken om en forening mellem den luth. og den reform. Trosbekendelse; dette førte imidlertid ikke til noget resultat. S. A. fik M. professoratet i jura
og politik ved Upsala Højskole. Her udfoldede han en særdeles omfattende og fortjenstfuld virksomhed, der dog skæmmedes af store karakterfejl. Med brændende iver kastede han sig over undersøgelser af fædrelandets historie
og kan på det område betragtes som banebryder for en nyere tid med dens mere vågne kritik og dens krav på et mere mangesidigt kildestudium. M. udgav mange ældre kildeskrifter for sv. historieforskning og forfattede selv mange historiske værker, bl.a. Chronicon episcoporum per Sueciam etc. (1611, ny udgave 1685), Sveopentaprotopolis etc. (1611, oversat på svensk 1612, omtrykt 4 gange indtil 1704), en beskrivelse af Sveriges 5 ældste byer, Specula (1612; oversat på svensk s. A., omtrykt 3 gange 1644—69, oversat på fransk 1655), en slags kortfattet svensk historie, samt Theatrum nobilitatis suecanæ (1616), den første samling af den sv. Adels slægtsregistre. Som lærer ved højskolen gjorde M. sig i høj Grad afholdt af studenterne ved den interesse, hvormed han omfattede deres Undervisning, ved sit venlige væsen og sine ny Ideer paa
Undervisningsvæsenets område. Han gav således Stødet til opførelse af skuespil på svensk og dyrkede selv en dramaturgisk virksomhed, der er bleven af betydning i sv. litteraturs historie. Trods sine svagheder er det messeniske drama det mest originale og mest nationale inden for Sveriges ældre litteratur, ligesom det også synes at have været det eneste, som har kunnet glæde sig ved et mere alm. Bifald. Ved
Heftighed, Overmod, Praleri og selvrådighed stødte imidlertid M. sine medlærere, således at der opstod svære rivninger inden for højskolen, navnlig efter at han havde fået Joh. Rudbeekius til sin hovedmodstander. Studenterne delte sig til sidst i to partier, de, som holdt med, og de, som var imod M. konsistorium blev skuepladsen for de heftigste optrin, og ungdommen skred, delvis som følge af M.’s medhold, til ligefremme optøjer, så at til sidst kansleren, Axel Oxenstjerna, måtte gribe kraftigt ind. Såvel M. som Rudbeckius forflyttedes fra Upsala. M. fik tilsynet med Rigets gamle arkiv og udnævntes 1614 til Assessor i Svea Hofret. 1616 anklagedes M. for hemmelige og forbryderiske forbindelser med Kong Sigismund og Jesuitterne. På temmelig svage bevisligheder dømtes han til livsvarigt fængsel og førtes til Kajaneborgs Fæstning i Finland, hvor han beskæftigede sig med historie forfatterskab og forskninger i Sveriges historie. Tid efter anden indsendte han til Kong Gustaf Adolf og senere til formynderregeringen bønskrifter, i hvilke han forsikrede om sin uskyldighed og omtalte sine arbejder som bevæggrund til frigivelse. I fængslet havde han nemlig forfattet sit store Værk Scondia illustrata, som i 15 dele skildrede Sveriges historie fra Syndfloden til M.’s tid. Dette arbejde førtes af M.’s enke ud af riget; hendes søn generhvervede det for fædrelandet. Det udgaves af den bekendte historiker J. Peringskiöld (1700—05).  I 1635 sendtes M. til Uleåborg og fik den til sit underhold bestemte sum fordoblet. Kort efter endte døden hans lidelser.